# 青山忠次
青山 忠次（あおやま ただつぐ）は、安土桃山時代の武士。

## 生涯
天正5年（1577年）、青山忠成の嫡男として誕生した。家督を継ぐ前に天然痘、あるいは肺炎により、文禄4年（1595年）に夭折した。享年18。家督は次弟の忠俊が継承し、江戸幕府の開府に伴って青山家も大名となった。